# Mother Machree
Mother Machree is een Amerikaanse dramafilm uit 1928 onder regie van John Ford.

## Verhaal
Doordat de Ierse immigrante Ellen McHugh in de Verenigde Staten een baantje vindt op de kermis, kan ze haar zoon Brian naar een goede school sturen. Als de school erachter komt hoe Ellen de kost verdient, wordt Brian van de school verwijderd. Ellen laat Brian adopteren door het schoolhoofd. Zelf wordt ze huishoudster. De dochter van haar werkgever wordt later verliefd op Brian.

## Rolverdeling
| Acteur           | Personage           |
| ---------------- | ------------------- |
| Belle Bennett    | Ellen McHugh        |
| Philippe De Lacy | Brian als kind      |
| Victor McLaglen  | Reus van Kilkenny   |
| Ted McNamara     | Harpist van Wexford |
| Billy Platt      | Dwerg van Munster   |
| Eulalie Jensen   | Van Studdiford      |
| Constance Howard | Mevrouw Cutting     |
| Pat Somerset     | Bobby De Puyster    |
| Neil Hamilton    | Brian               |